# Aqua (informatique)
Pour les articles homonymes, voir Aqua.
 (août 2018).
Aqua est le nom donné par Apple à l'interface graphique de son système d'exploitation Mac OS X. Aqua se caractérise principalement par l'utilisation de la transparence des fenêtres et des menus, l'anticrénelage du texte et des images, la réaction aux actions de l'utilisateur par des animations ainsi que des boutons « gélules » en forme de bulle. Ces boutons n'étant plus au goût du jour, ils ont été remplacés par des boutons flat design depuis OS X 10.10.

## Historique
- Mac OS X 10.0 « Cheetah »
- Mac OS X 10.1 « Puma »
- Mac OS X 10.2 « Jaguar »
- Mac OS X 10.3 « Panther »
- Mac OS X 10.4 « Tiger »
- Mac OS X 10.5 « Leopard »
- Mac OS X 10.6 « Snow Leopard »
- Mac OS X 10.7 « Lion »
- OS X 10.8 « Mountain Lion »
- OS X 10.9 « Mavericks »
- OS X 10.10 « Yosemite »
- OS X 10.11 « El Capitan »
- macOS 10.12 « Sierra »
- macOS 10.13  « High Sierra »
- macOS 10.14 « Mojave »
- macOS 10.15 « Catalina »
- macOS 11.0 « Big Sur »
- macOS 12.0 « Monterey »
- macOS 13.0 « Ventura »
- macOS 14.0 « Sonoma »
- macOS 15.0 « Sequoia »

### Annonce
C'est le 5 janvier 2000 qu'Apple dévoile Aqua. L'interface graphique du futur macOS s'inscrit dans la même logique que le nouveau design des Macintosh de l'époque, avec dans les deux cas l'abandon des couleurs ternes au profit de couleurs vives.

### Transition progressive
Le 19 juillet 2000, Apple introduit quelques-uns des concepts de l'interface graphique du futur Mac OS X  dans la seconde version de son logiciel iMovie, pourtant destiné à Mac OS 9. Parmi les modifications implémentées dans cette nouvelle version, on trouve les « boutons gélules », les barres de défilement et la texture de métal brossé, entre autres. L'entreprise lance iTunes en janvier 2001, avant d'adopter définitivement Aqua avec la commercialisation de la première version de Mac OS X le 24 mars 2001.

### Mises à jour
Apple a mis à jour l'interface graphique de Mac OS X à plusieurs reprises :
- Le 17 juillet 2002, Apple annonce que Mac OS X 10.2 a été l'occasion de découvrir Quartz Extreme qui, grâce à une accélération matérielle par la carte graphique, permet une réactivité de l'interface plus importante et l'ajout de nouvelles animations plus complexes ;
- Le 23 juin 2003 a lieu la démonstration par Apple d'Exposé, nouvelle fonctionnalité pour Mac OS X 10.3 qui comble certaines lacunes du Dock en ce qui concerne la gestion d'un nombre important de fenêtres ;
- Le 28 juin 2004, Apple présenta Core Image et Core Video, composantes de Mac OS X 10.4, qui permettent à nouveau l'ajout d'effets plus complexes, comme la goutte d'eau du Dashboard, par exemple ;
- Le 26 octobre 2007 a lieu la commercialisation de Mac OS X 10.5. Aqua devient entièrement vectorielle, afin de rester lisible à une époque où la taille des moniteurs d'ordinateur augmente considérablement. Grâce à cette modification, les éléments affichés à l'écran gardent une grande taille, tout en conservant une résolution élevée. L'affichage inclut également Spaces, un complément à Exposé destiné à organiser ses fenêtres en groupes dans différents espaces (les « bureaux virtuels »), et Core Animation, composante permettant l'utilisation de nombreuses animations par les applications. L'interface a également été harmonisée par l'abandon du métal brossé au seul profit du thème d'iTunes 7.

- La sortie d'iTunes 11 indique une autre étape : les bordures de fenêtres deviennent plus claires, et la plupart des éléments perdent leur couleur. Cependant, OS X Mavericks garde la même interface que Mountain Lion, même si quelques éléments sont allégés (dock plus plat, disparition de l'effet de cuir dans Calendrier, etc.).
- En 2014, Apple annonce un nouveau design pour son système, avec OS X Yosemite. Il reprend les mêmes codes que les précédentes versions (dock, fenêtres, barres latérales, etc.) mais propose des textures plus plates et des couleurs plus vives, ainsi qu'un mode « nuit ». Des effets de transparence et de flou sont également ajoutés, à la manière d'iOS 7.
- En 2020, Apple annonce macOS Big Sur, avec un nouveau style. l'arrière plan des applications a été donné une petite transparence. notamment. Apple a modifié l'apparence du Dock, pour une allure ressemblante au dock vu sur iOS et iPadOS. Ils ont aussi les dégradés sur les bordures des fenêtres.

## Idées de base
Aqua reprend la plupart des principes-clé des versions précédentes de l'interface graphique de Mac OS, tout en leur apportant des modifications.

### Zone unique de menu
Depuis le premier Macintosh, Apple a choisi de ne garder qu'une seule zone de menu constamment visible, sauf bien sûr lors des diaporamas ou des présentations en plein écran. Cette zone unique de menu est placée en haut de l'écran et possède quatre zones.
Ce concept permet de n'avoir qu'un seul menu à l'écran lors de l'utilisation d'applications « à documents » (traitement de texte, modification d'images, de morceaux de musique, etc.), au lieu d'avoir plusieurs fenêtres disposant des mêmes menus.
Cependant, le concept peut rebuter ceux qui naviguent rapidement entre plusieurs applications et qui ont un besoin important d'accéder alternativement aux menus de l'une puis de l'autre. Cette limite peut être partiellement contournée en utilisant les raccourcis clavier.

### Dock et Exposé
Articles complets : le Dock, Exposé
Le Dock est destiné à accéder rapidement aux applications et fichiers favoris de l'utilisateur.

## Réactions des utilisateurs d'Aqua
Aqua peut être considérée comme étant l'un des éléments de Mac OS X qui séduit le plus les utilisateurs, même si l'interface est néanmoins parfois critiquée, pour le motif qu'elle serait trop « tape-à-l'œil »[réf. nécessaire]. 
Mais avec le temps et les modifications, même ceux qui apprécient l'interface commencent à émettre des critiques[réf. nécessaire]. En effet, lors de plusieurs mises à jour de Mac OS X, Aqua s'est vue étoffée de nouveaux thèmes, comme pour la cinquième version d'iTunes, ou la version « Tiger » de Mail. Un certain nombre d'utilisateurs[évasif] reprochent ces modifications à Apple, arguant que la société ne respecte pas la « charte de cohérence » qu'elle a elle-même mise en place,. 